# 藤田忠平
藤田 忠平（ふじた ちゅうへい、1949年 - ）は、ギャラリー磐城、ギャラリーいわき泉ヶ丘経営会社代表。
いわき市泉が丘ハイタウンにあるギャラリーいわきのオーナーで中国人芸術家の蔡國強と出会い、いわき市での制作活動を支援して世界に出るきっかけを作り現在もチームいわきとして協力している人物である。

## 経歴
- 1949年9月15日 茨城県北茨城市磯原生まれ
- 1973年 神奈川大学貿易科卒
- 1973年7月 サンフランシスコ留学（San Francisco New College）
- 1975年6月卒業・8月帰国
  - 帰国後英語講師ほかの職業を経験して
- 1984年5月 いわき市平レンガ通りのギャラリーいわきのオーナーとなる。(2003年閉店)
- 1987年3月 ギャラリーいわき泉が丘をいわき市泉が丘ハイタウンに構える。
- 1988年から 中国人芸術家の蔡國強と出会い、いわき市での制作発表活動を支援、現在チームいわきとして協力

## 蔡國強との関係と展示会
- 1986年 蔡國強12月に来日
- 1987年 7月蔡国強が鷹見明彦と出会う
- 1988年 蔡国強を鷹見明彦より紹介され、3月にギャラリーフォレストで会う・5月『蔡國強-火薬画の気圏』ギャラリーいわき(レンガ通り)5/14-20(泉が丘)5/21-29
- 1989年 10月21日-29日　蔡國強展　『蔡國強-火薬画の気圏』　泉ヶ丘ギャラリーいわき
- 1992年 1月3日-13日『蔡國強-太陽の風景』　泉ヶ丘ギャラリーいわき
- 1993年 4月10日-20日『蔡國強-龍について』　泉ヶ丘ギャラリーいわき
  - 10月から翌年の2月まで・いわき市四倉町志津に5ヶ月住み芸術活動を行う
- 1994年 蔡国強-環太平洋より- いわき市立美術館、『蔡國強-春夏秋冬』泉ヶ丘ギャラリーいわき　
  - Project　for　Extraterrestrials　No,14「地平線プロジェクト」　いわき市現代美術館、新舞子海岸
- 1995年『蔡國強-彗星』泉ヶ丘ギャラリーいわき
- 1999年『蔡國強-1985-1999』泉ヶ丘ギャラリーいわき
- 2001年『蔡國強-いわき九十九の塔』泉ヶ丘ギャラリーいわき
- 2013年『火薬画小品 蔡國強展』泉ヶ丘ギャラリーいわき　いわき回廊美術館（いわき万本桜内）オープン記念

## 関係事項
- 蔡國強
- いわき回廊美術館
- 鷹見明彦
- ギャラリーいわき
- いわき万本桜
- 湯川隆